# Сауритский мазхаб
Саури́тский мазха́б (араб. المذهب الثوري‎) — одна из ранних правовых школ (мазхабов) в суннитском исламе. Основателем-эпонимом мазхаба является известный мусульманский учёный-правовед (факих) и мухаддис Суфьян ас-Саури (716—778) из Куфы (совр. Ирак). Получил распространение вплоть до мусульманской Испании, откуда затем был вытеснен маликитским мазхабом. Правовая школа ас-Саури полностью исчезла к началу XI века, а его последователи присоединились к ставшим каноничными четырём суннитским мазхабам (маликитский, ханафитский, ханбалитский и шафиитский).